# Михнево (городской округ Ступино)
Ми́хнево — посёлок городского типа в городском округе Ступино Московской области России.
Население — 11 279 чел. (2024).

## География
Расположен в 57 км к югу от Москвы. Железнодорожная станция Михнево на пересечении Павелецкого направления и Большого кольца Московской железной дороги.

## История
Название населённого пункта впервые упоминается в 1572 году будучи связано с родом дворян Михневых, основателем которого был Ёлка Михнев, проживавший в деревне Астафьево в 5 км от Михнева. В дальнейшем Михневыми были скуплены земли соседних деревень — Екиматово, Мясное, Сидорово, Астафьево и др.
В 1896 году построилась Донбасская железная дорога и Михнево стало маленькой железнодорожной станцией. Местные жители в основном работали на железной дороге, другие обслуживали питейные заведения.
Статус рабочего посёлка — с 1957 года.
В 2001 году в состав рабочего посёлка Михнево были включены деревни Екиматово и Михнево, а также посёлок Мехколонны-20; в 2004 году — деревня Астафьево. До 2017 года образовывал Городское поселение Михнево.
В 2025 году рабочий посёлок преобразован в посёлок городского типа.

## Население
| 1939    | 1959    | 1970    | 1979    | 1989    | 2002    | 2006    |
| ------- | ------- | ------- | ------- | ------- | ------- | ------- |
| 2334    | ↗5123   | ↗8865   | ↗8944   | ↗9192   | ↗10 831 | ↘9810   |
| 2009    | 2010    | 2012    | 2013    | 2014    | 2015    | 2016    |
| ↗10 726 | ↗11 267 | ↗11 455 | ↗11 483 | ↗11 486 | ↗11 583 | ↗11 596 |
| 2017    | 2018    | 2019    | 2020    | 2021    | 2023    | 2024    |
| ↘11 554 | ↘11 428 | ↘11 317 | ↘11 118 | ↗11 425 | ↘11 339 | ↘11 279 |

## Инфраструктура
В посёлке работают заводы : вентиляционных заготовок, кирпичный, электроизделий и ремонтно-механический, лесхоз. Действуют предприятия железнодорожного транспорта. В 1957 году в поселке Михнево было открыто московское отделение Всесоюзного института растениеводства (МОВИР). Работают две общеобразовательные школы, районная больница(ремонт) ; есть пансионат(как пансионат не работает) , санаторий-профилакторий(не работает).
Действуют библиотека, школа искусств, музыкальная школа.

## Достопримечательности
В посёлке сохранилась кирпичная однокупольная Церковь Преображения Господня с трапезной и колокольней (построена в 1874 году).